# Historia General de Chile (Alfredo Jocelyn-Holt)
Historia General de Chile es una colección de libros del historiador chileno Alfredo Jocelyn-Holt, publicada por el sello Sudamericana de la editorial Random House Mondadori. Esta Historia General está compuesta al momento por tres tomos, de los cinco que espera publicar, en los que plantea su particular visión de la historia de Chile, basada en ejes o «sentidos», que identifica en la literatura mediante géneros como el mito, la épica, la ironía, y la utopía.
- Tomo I: El retorno de los dioses (2000)
- Tomo II: Los césares perdidos (2004)
- Tomo III: Amos, Señores y Patricios (2008)

Jocelyn-Holt fue nominado en 2003, 2005 y 2009 al Premio Altazor en la categoría "Ensayo literario", por cada uno de los tomos de la Historia General de Chile.